# Dilta hibernica
Dilta hibernica is een insect dat behoort tot de orde rotsspringers en de familie Machilidae.

## Naam en indeling
De wetenschappelijke naam van de soort werd voor het eerst voorgesteld door George Herbert Carpenter in 1907. Oorspronkelijk werd de wetenschappelijke naam Praemachilis hibernica gebruikt. De soortaanduiding hibernica betekent vrij vertaald 'gerelateerd aan Ierland'.

## Uiterlijke kenmerken
Dilta hibernica heeft een grijze tot bruine lichaamskleur, de antennes zijn relatief kort. De ocelli, de kleine oogjes die onder de facetogen zijn gelegen, zijn vrij klein. De soort lijkt op Trigoniophtalmus alternatus, maar de ocellen zijn bij deze soort direct onder de ogen gelegen en bij Dilta hibernica aan de zijkanten onder de ogen.

## Verspreiding en habitat
De soort wordt alleen gevonden in delen van Europa. In Nederland wordt de rotsspringer vooral gevonden in Zuid-Limburg in steenhopen of tussen de bladeren in de strooisellaag. De soort wordt ook wel aangetroffen in steengroeven en grotten. Dilta hibernica kan het hele jaar gevonden worden, de dieren zijn nachtactief en schuilen 's nachts onder stenen en houtblokken.  Op het menu staat voornamelijk plantaardig voedsel, zoals mossen en korstmossen. 